# Claudio Gomes
Claudio Gomes (Argenteuil, 23 juli 2000) is een Frans voetballer die doorgaans als defensieve middenvelder speelt. Hij tekende in 2018 bij Manchester City.

## Clubcarrière
Gomes is afkomstig uit de jeugdopleiding van PSG. Op 8 november 2017 debuteerde hij voor het B-elftal van de club in Championnat National 2: in de wedstrijd tegen AS Yzeure viel hij in de 79e minuut in voor Abdallah Yaisien. Gomes stroomde echter niet door naar het eerste elftal, want in juli 2018 trok hij naar Manchester City. Op 5 augustus 2018 maakte hij daar zijn officiële debuut in het eerste elftal toen hij tijdens de FA Community Shield in de blessuretijd inviel voor John Stones. Drie maanden later mocht hij ook in de League Cup aantreden: in de achtste finale tegen Fulham mocht hij in de 86e minuut invallen voor Kevin De Bruyne.
In het seizoen 2019/20 leende Manchester City hem uit aan PSV. Gomes kwam dat seizoen enkel aan spelen toe bij Jong PSV.

## Clubstatistieken
| Seizoen         | Club            | Land               | Competitie              | Competitie | Competitie | Beker | Beker | Supercup | Supercup | Europees | Europees | Totaal | Totaal |
| Seizoen         | Club            | Land               | Competitie              | Wed.       | Dlp.       | Wed.  | Dlp.  | Wed.     | Dlp.     | Wed.     | Dlp.     | Wed.   | Dlp.   |
| --------------- | --------------- | ------------------ | ----------------------- | ---------- | ---------- | ----- | ----- | -------- | -------- | -------- | -------- | ------ | ------ |
| 2018/19         | Manchester City | Vlag van Engeland  | Premier League          | 0          | 0          | 1     | 0     | 1        | 0        | 0        | 0        | 2      | 0      |
| 2019/20         | → Jong PSV      | Vlag van Nederland | Keuken Kampioen Divisie | 21         | 0          | —     | —     | —        | —        | —        | —        | 21     | 0      |
| 2020/21         | Manchester City | Vlag van Engeland  | Premier League          | 0          | 0          | 0     | 0     | —        | —        | 0        | 0        | 0      | 0      |
| Carrière totaal | Carrière totaal | Carrière totaal    | Carrière totaal         | 21         | 0          | 1     | 0     | 1        | 0        | 0        | 0        | 23     | 0      |

Bijgewerkt op 6 november 2020.

## Interlandcarrière
Gomes speelde in diverse Franse nationale jeugdselecties. In 2018 debuteerde hij in Frankrijk –18.